# Vápenný Podol
Vápenný Podol – gmina w Czechach, w powiecie Chrudim, w kraju pardubickim. Według danych z dnia 1 stycznia 2013 liczyła 212 mieszkańców.